# Liste der Bodendenkmale in Wernigerode
In der Liste der Bodendenkmale in Wernigerode sind alle Bodendenkmale der Gemeinde Wernigerode und ihrer Ortsteile aufgelistet. Grundlage ist die Auflistung von Johannes Schneider aus dem Jahr 1986 und die Veröffentlichung der Landesdenkmalliste mit Stand vom 25. Februar 2016. Die Baudenkmale sind in der Liste der Kulturdenkmale in Wernigerode aufgeführt.
| Denkmal-ID | Fundart            | Ortsteil     | Bezeichnung                                       | Zeitstellung | Lage                                          | Bemerkungen | Bild           |
| ---------- | ------------------ | ------------ | ------------------------------------------------- | ------------ | --------------------------------------------- | --- | -------------- |
| 428301011  | Befestigung > Wall | Benzingerode | eingeebneter Burgwall „Schlichtenburg“, Höhenburg | undatiert    | dicht östlich; Ortsrand, Acker, Ödland (Lage) | weitestgehend zerstört; im Areal keine Befestigung im GIS verzeichnet, nur Siedlungen unter Fpl. 3; Im digitalen Geländemodell keine Strukturen erkennbar. Vor Ort sind am südöstlichen Rande der Hochfläche möglicherweise Reste eines Burgwalles erkennbar, nach Norden und Westen hin ist das Areal eingeebnet |                |
| 428301009  | besonderer Stein   | Benzingerode | Menhir                                            | Bronzezeit   | im Acker, nördlich (Lage)                     | großer Menhir aus Senon-Quarzit, Breite ≈0,9 Meter Dicke ≈1,4 Meter; an der Basis – nach oben verjüngend auf ≈0,60 Meter H ü. HOK zirka 3,55 Meter |                |
| 428301010  | Befestigung > Wall | Benzingerode | Burgwall „Struvenburg“, Höhenburg                 | Mittelalter  | dicht südöstlich, Bergwiese (Lage)            | Wall-Graben-Anlage auf Bergsporn relativ gut erkennbar, besonders im Nordwesten (Zugang vom Ort) gut erhalten. Im Digitalen Geländemodell sind weitere Reste eines westlich vorgelagerten Wall-Graben-Systems erkennbar, welches jedoch im Gelände so nicht zu lokalisieren war.                                  |                |
| 428301062  | Befestigung        | Reddeber     | überbaute Burgstelle „Fikemburg“                  | undatiert    | östlich (Lage)                                | Burgstelle der „Fikenburg“ und verschwundene Fikenburg-Warte. |                |
| 428301077  | Befestigung > Burg | Wernigerode  | überbaute Burganlage, Schloss, Höhenburg          | undatiert    | dicht östlich der Altstadt (Lage)             | |                |
| 428301078  | Befestigung > Burg | Wernigerode  | überbaute Burganlage „Schnavenburg“               | undatiert    | Ortskern (Lage)                               | Ehemals „Schnavenburg“ oder „Schnakenburg“, überbaut mit Haus Gadenstedt am Oberpfarrkirchhof |                |
| 428301079  | Befestigung > Burg | Wernigerode  | überbaute Burganlage „Harburg“                    | undatiert    | südlich (Lage)                                | |                |
| ?          |                    | Wernigerode  | Steinkreuz                                        |              | Dornbergsweg 51 (Lage)                        | An der Straße Richtung Schmatzfeld, sogenannter „Knabenstein“ bzw. „Brüderstein“. | weitere Bilder |